# Белоусов, Владимир Игнатьевич
Влади́мир Игна́тьевич Белоу́сов (6 июня 1908, Царское Село, Санкт-Петербургская губерния — 2 октября 1981, Ленинград) — советский военный лётчик, участник советско-финской войны (в должности командира эскадрильи 9-го штурмового авиационного полка ВВС 7-й армии Северо-Западного фронта, капитан) и Великой Отечественной войны (в должности командира 198-й штурмовой авиационной дивизии, гвардии полковник).
Герой Советского Союза (21.03.1940), гвардии полковник (1943).

## Молодость и первые годы военной службы
Родился 24 мая (6 июня) 1908 года в семье рабочего. Русский. Член ВКП(б) с 1932 года. Окончил школу-семилетку. Работал извозчиком на 2-м Ленинградском хлебозаводе имени Бадаева.
В ноябре 1930 года призван в ряды Красной армии. Служил на срочной службе в 168-м стрелковом полку 56-й стрелковой дивизии Ленинградского военного округа (Порхов), где окончил полковую школу. В декабре 1931 года направлен в ВВС РККА. В 1932 году окончил Ленинградскую военно-теоретическую школу лётчиков, в 1933 году — 14-ю военную школу лётчиков в городе Энгельсе, в 1934 году — курсы командиров звеньев при 1-й военной школе пилотов имени А. Ф. Мясникова. С 1932 года был членом ВКП(б).
С июля 1934 года служил в 22-й легко-штурмовой авиационной эскадрилье ВВС Ленинградского военного округа: командир звена, командир авиаотряда. С марта 1938 года командир эскадрильи 9-го легко-штурмового авиационного полка (полк базировался в городе Дно).

## Финская война
Участвовал в советско-финской войне 1939—1940 годов с декабря 1939 по март 1940 года. Командир эскадрильи 9-го штурмового авиационного полка капитан В. И. Белоусов умело организовал действия подразделения по разведке и уничтожению живой силы и техники врага. Лично произвёл 30 боевых вылетов на самолёте И-15 на бомбардировку войск противника и уничтожение его пулемётным огнём в районе станции Лейпясуо, Кямяря (Гаврилово Выборгского района Ленинградской области). Эскадрилья выполнила 705 боевых вылетов.
Указом Президиума Верховного Совета СССР от 21 марта 1940 года за образцовое выполнение боевых заданий командования и проявленные при этом отвагу и геройство указом Президиума Верховного Совета СССР капитану Владимиру Игнатьевичу Белоусову присвоено звание Героя Советского Союза с вручением ордена Ленина и медали «Золотая Звезда» (№ 252).
С сентября 1940 года — помощник командира 65-го штурмового авиационного полка ВВС ЛенВО. В январе 1941 года направлен на учёбу на курсы усовершенствования командиров полков при Военной академии командного и штурманского состава ВВС РККА, которые окончил в июне 1941 года. 21 июня 1941 года был подписан приказ о назначении В. И. Белоусова командиром 65-го штурмового авиационного полка.

## Великая Отечественная война
В боях Великой Отечественной войны с июля 1941 года. До января 1943 года командовал 65-м штурмовым авиационным полком в составе Северного, с августа 1941 — Ленинградского, с декабря 1941 — Карельского фронтов. Участвовал в обороне Ленинграда, с 10 июля 1941 года в отражении наступления финской Карельская армия на Онежско-Ладожском перешейке и в других сражениях обороны Карелии. В декабре 1941 года 65-й штурмовой авиационный полк из-за больших потерь в самолётном парке за полгода боёв был выведен с фронта, перебазирован на аэродром Колежма, южнее Соловецких островов, для перевооружения на самолеты «Харрикейны». В феврале 1942 года полк передан в состав ВВС 26-й армии и перелетел на прифронтовой аэродром Подужемье, западнее города Кемь. В 1941 году воевал на самолётах И-15бис.
За отличия в боевых действиях в марте 1942 года 65-му штурмовому авиационному полку было присвоено звание гвардейского и он был преобразован в 17-й гвардейский штурмовой авиационный полк. Вскоре полк был перевооружён новейшими штурмовиками Ил-2. С июня 1941 по октябрь 1942 года полк под командованием В. И. Белоусова выполнил 4288 боевых вылетов, в которых лётчики-штурмовики уничтожили 25 танков, 751 автомашину, 67 орудий и миномётов, большое количество иного вооружения и техники.
В ноябре 1942 года В. И. Белоусов назначен заместителем командира 261-й штурмовой авиационной дивизии 7-й воздушной армии Карельского фронта. С января 1943 года служил старшим инструктором-лётчиком по огневой подготовке отдела штурмовой авиации Главного управления боевой подготовки фронтовой авиации ВВС РККА. Постоянно вылетал в командировки в действующую армию, для оказания практической помощи боевым частям в организации ведения боевых действий, при этом и сам продолжал совершать боевые вылеты.
С 18 марта 1944 года и до конца войны гвардии полковник В. И. Белоусов командовал 198-й штурмовой авиационной дивизией. После завершения формирования с 7 июля 1944 года дивизия вела боевые действия в составе 6-го штурмового авиационного корпуса, 6-й и 16-й воздушных армий на 1-м Белорусском фронте. Во главе дивизии участвовал в Белорусской, Висло-Одерской, Восточно-Померанской и Берлинской наступательных операциях. Под его командованием дивизия была награждена за доблесть, мужество и образцовое выполнение боевых заданий командования в ходе Берлинской операции орденом Красного Знамени, а ещё ранее получила почётное наименование «Варшавская».
К середине августа 1944 года войска 8-й гвардейской армии, отражая многочисленные контратаки и преодолевая яростное сопротивление врага, с помощью авиации не только удержали, но и расширили Магнушевский плацдарм на реке Висла до 20—25 км по фронту и до 15 км в глубину. Особенно эффективно действовали авиационные полки 6-го штурмового авиационного корпуса под прикрытием истребителей 194-й истребительной авиационной дивизии. За успешные боевые действия 198-я штурмовая авиационная дивизия получила благодарность от командиров 28-го и 29-го гвардейских стрелковых корпусов.
К 7 октября 1944 года дивизия была перебазирована на аэродром Вышкув, в 20 км от линии фронта. Её действия войсками оценивались весьма высоко. В течение 7-9 октября 1944 года, несмотря на неблагоприятные метеоусловия, 198-я штурмовая авиационная дивизия полковника В. И. Белоусова оказала большую помощь войскам 65-й армии, ведущим тяжелые и упорные бои с крупными силами противника на западном берегу реки Нарев в районе южнее Пултуска. В трудных условиях лётчики непрерывно уничтожали скопления танков, пехоты и технику противника, проявляя при этом мужество и прекрасное знание своего дела. Командующим войсками 65-й армии генерал-полковником Батовым за боевые действия и оказанную помощь войскам 65-й армии в упорных и тяжёлых боях с крупными силами танков и пехоты противника в районе южнее Пултуска всему личному составу 198-й штурмовой авиационной дивизии была объявлена благодарность. В Берлинской операции его дивизия поддерживала с воздуха наступление 2-й гвардейской танковой армии.
Сам в годы войны многократно проявлял личное мужество и отвагу. К началу 1944 года выполнил 51 боевой вылет на фронтах Великой Отечественной войны.

## Послевоенное время
После окончания Великой Отечественной войны полковник В. И. Белоусов ещё около года командовал той же дивизией, вошедшей в состав Группы советских оккупационных войск в Германии. С августа 1946 года — командир 277-й штурмовой авиационной дивизии (13-я воздушная армия, Ленинградский военный округ). С июля 1948 года полковник В. И. Белоусов — в запасе. 
Жил в Ленинграде. Скончался 2 октября 1981 года.

## Награды
- Медаль «Золотая Звезда» Героя Советского Союза (№ 252, 21.03.1940)[3]
- Орден Ленина (21.03.1940)
- Орден Красного Знамени (1.05.1942)
- Два ордена Суворова II степени (6.04.1945, 29.05.1945)
- Орден Кутузова II степени (23.08.1944)
- Орден Отечественной войны I степени (25.03.1944)
- Орден Красной Звезды (6.11.1945)
- Медали, в том числе:
  - «За боевые заслуги» (3.11.1944)
  - «За оборону Ленинграда»
  - «За оборону Советского Заполярья»
  - «За победу над Германией в Великой Отечественной войне 1941—1945 гг.»
  - «За взятие Берлина»
  - «За освобождение Варшавы»
  - «За освобождение Праги»
  - «Ветеран труда»

Награды Польши
- Крест Храбрых
- Медаль «За Варшаву 1939—1945»
- Медаль «За вашу и нашу Свободу»

## Память
Похоронен на Серафимовском кладбище (2-й Вязовый уч.) в Санкт-Петербурге.